# Луки (зупинний пункт)
Лу́ки — пасажирський залізничний зупинний пункт Львівської дирекції Львівської залізниці.
Розташований неподалік від села Луки, Самбірський район Львівської області на лінії Оброшин — Самбір між станціями Калинів (8 км) та Рудки (10 км).
Станом на травень 2019 року щодня п'ять пар електропотягів прямують за напрямком Львів — Сянки.